# 1992 en archéologie
Cet article présente les faits marquants de l'année 1992 en archéologie.

## Décès
- 2 janvier : Ignacio Bernal (né en 1910), anthropologue et archéologue mexicain.

- 28 mars : Nikolaos Platon (né en 1909), archéologue grec.
- 30 mars : Manólis Andrónikos (né en 1919), archéologue grec.
- juillet : Émile Chami (né en 1910), archéologue français.
- 26 octobre : Jean-Christian Spahni (né en 1923), ethnologue et archéologue suisse.
- 9 décembre : Martin Harrison (né en 1935), archéologue britannique.